# Agripa Furio Fuso
Agripa Furio Fuso  fue cónsul de la República Romana, en 446 a. C., con Tito Quincio Capitolino Barbato.
Durante su consulado tuvo que enfrentar la guerra contra volscos y ecuos, y protestó contra la injusta decisión de las curias respecto de una extensión de tierra reclamada por las ciudades aliadas de Ardea por un lado, y Ariccia, por el otro.
El pronombre de Agripa fue probablemente derivado de su postura en el momento del nacimiento de Medulino, ya que no es un nombre común en la gens Furia.